# Kumštová dolina

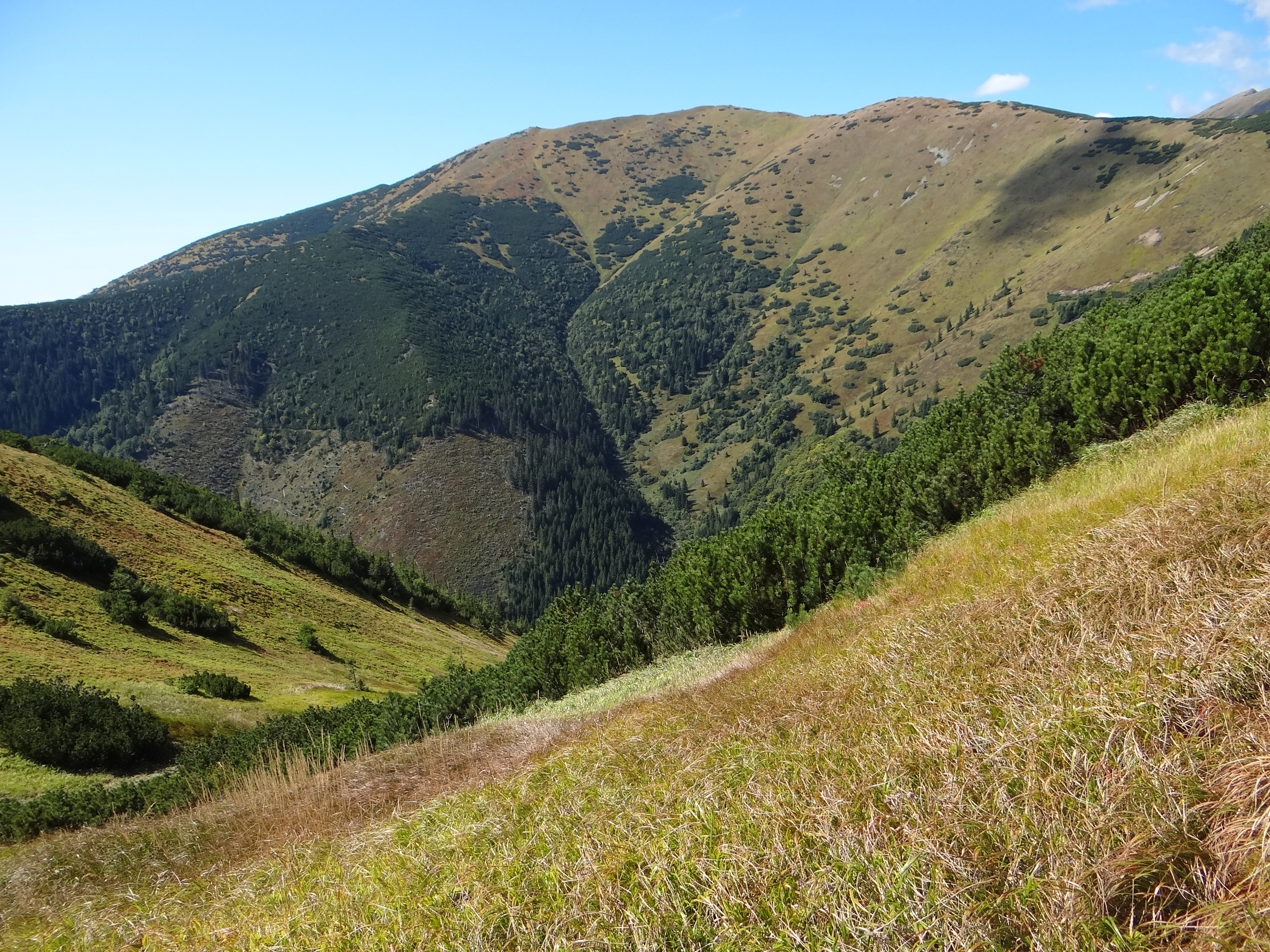
Gorna część Kumštovej doliny

Kumštová dolina – krótka (ok. 4 km), dość stroma dolina na południowych stokach Niżnych Tatr na Słowacji. Jest orograficznie prawym odgałęzieniem doliny Štiavnička opadającej spod przełęczy Czertowica na południowy zachód.
Kumštová dolina ma wylot w dolinie Štiavnička na wysokości około 870 m. U jej wylotu znajduje się niewielka osada Horna Jarabá, należąca do wsi Jarabá. Dolina pnie się w kierunku północnym pod przełęcz Kumštové sedlo (1549 m), po czym w najwyższej części skręca ku zachodowi. Orograficznie prawe zbocza doliny tworzy grzbiet odchodzący od szczytu Besná (1807 m) na południe, na Malý Gápeľ, i zaraz skręcający na południowy wschód, zaś niżej zakręcający na południe i opadający ku Jarabéj. Zbocza lewe tworzy fragment głównego grzbietu Niżnych Tatr na odcinku od Besnéj przez Kumštové sedlo do szczytu Rovienky (1602 m), a następnie południowy grzbiet Rovienek, opadający ku dolinie Štiavnička już powyżej Jarabéj.
Dolina wyżłobiona jest w skałach granitowych, a po części w gnejsach i kwarcytach. Jej dnem spływa Kumštovský potok. Najwyższa część doliny jest trawiasta – to dawne hale, po zaprzestaniu wypasu stopniowo zarastające kosodrzewiną i lasem. Poza tym dolinę porasta las. Nieco powyżej osady Horna Jarabá przy drodze nr 72 znajduje się obudowane źródło wody mineralnej i ławki.
W górnej części doliny istniały dawniej niewielkie kopalnie (banie) rud metali. Do dziś widoczne są tu wyloty wielu sztolni (w większości zawalonych), hałdy skały płonnej oraz ślady górniczych dróg i ścieżek.
Dolną częścią doliny, na blisko 1/3 jej długości, wiedzie wielki zakos drogi krajowej nr 72 z Podbrezovéj na przełęcz Czertowica.

## Turystyka
Doliną prowadzi szlak turystyczny. Ma on początek w osadzie Horná Jarabá. Na przełęczy Kumštové sedlo dołącza do głównego graniowego szlaku Niżnych Tatr – Cesty hrdinov SNP
  Horná Jarabá – Kumštová dolina – Kumštové sedlo. Odległość 5 km, suma podejść 577 m, czas przejścia 2:05 h (z powrotem 1:25 h)